# Assedio di Esztergom (1543)
L'assedio di Esztergom venne posto dal 25 luglio al 10 agosto 1543, quando l'imperatore Ottomano Solimano il Magnifico assediò la città di Esztergom in quella che è oggi l'Ungheria. La città venne espugnata dagli ottomani dopo due settimane di assedio.

## Antefatto
L'assedio era parte della lotta tra gli Asburgo e gli Ottomani dopo la morte del sovrano d'Ungheria, John Zápolya, il 20 luglio 1540. Fu parte dell'"epoca delle guerre dei castelli" nella storia d'Ungheria. Solimano aveva conquistato le città di Buda e Pest nel 1541, ottenendo il controllo sull'Ungheria centrale. La provincia (Beylerbeylik) di Buda venne creata in questa occasione.
Nell'ambito dell'alleanza franco-ottomana, vennero fornite delle truppe francesi per l'attuazione di questa campagna ottomana in Ungheria: una unità di artiglieria francese venne spedita nel 1543-1544 e aggregata all'esercito ottomano. Nel frattempo, nel Mediterraneo, Solimano aveva inviato l'ammiraglio Hayreddin Barbarossa per cooperare con i francesi all'assedio di Nizza.

## Assedio
L'assedio seguiva il tentativo fallito da Ferdinando I d'Austria di riconquistare Buda nel 1542, a cui sarebbe seguita, a sua volta, la cattura della città dell'incoronazione ungherese Székesfehérvár nel mese di settembre 1543. Altre città conquistate nel corso di questa campagna furono Siklós e Seghedino allo scopo di proteggere meglio Buda. Tuttavia, Solimano si astenne dallo spostare ulteriormente le truppe a Vienna, a quanto pare perché non aveva notizie delle campagne dei suoi alleati francesi in Europa occidentale e nel Mediterraneo.
Dopo il successo della campagna ottomana, venne firmata una prima tregua di un anno con Carlo V nel 1545, per il tramite di Francesco I di Francia. Solimano era interessato a porre fine alle ostilità, visto che aveva una campagna in corso in Persia e la guerra ottomano-safavide. Due anni dopo, Ferdinando e Carlo V riconobbero il totale controllo ottomano dell'Ungheria con la tregua di Adrianopoli, e Ferdinando accettò di pagare un tributo annuo di 30 000 fiorini d'oro per i loro possedimenti nel nord-ovest dell'Ungheria.
A seguito di queste conquiste, l'Ungheria centrale rimase sotto il controllo degli ottomani fino al 1686.

## Galleria d'immagini

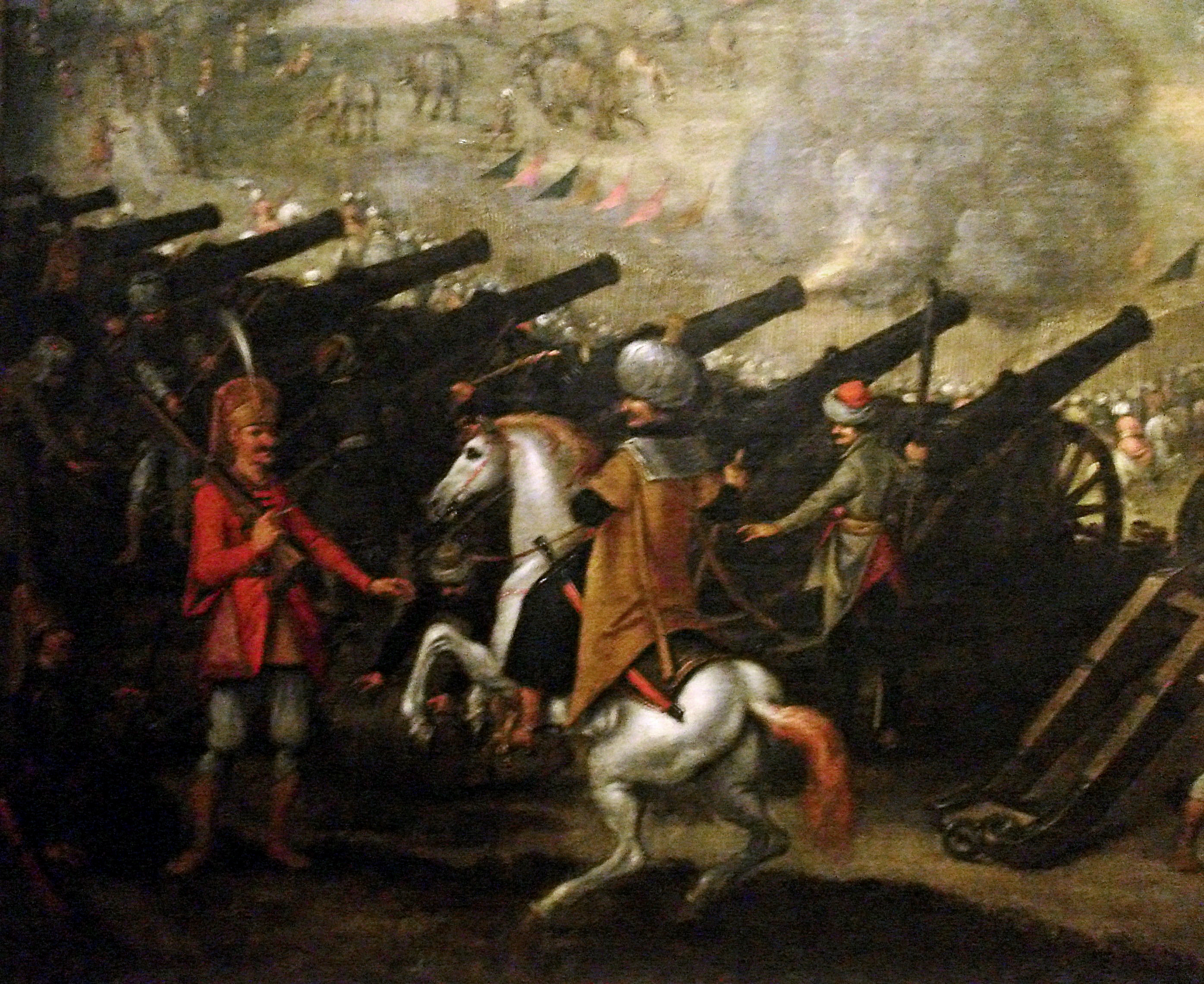
Batteria di cannoni all'assedio di Esztergom del 1543 (dettaglio).
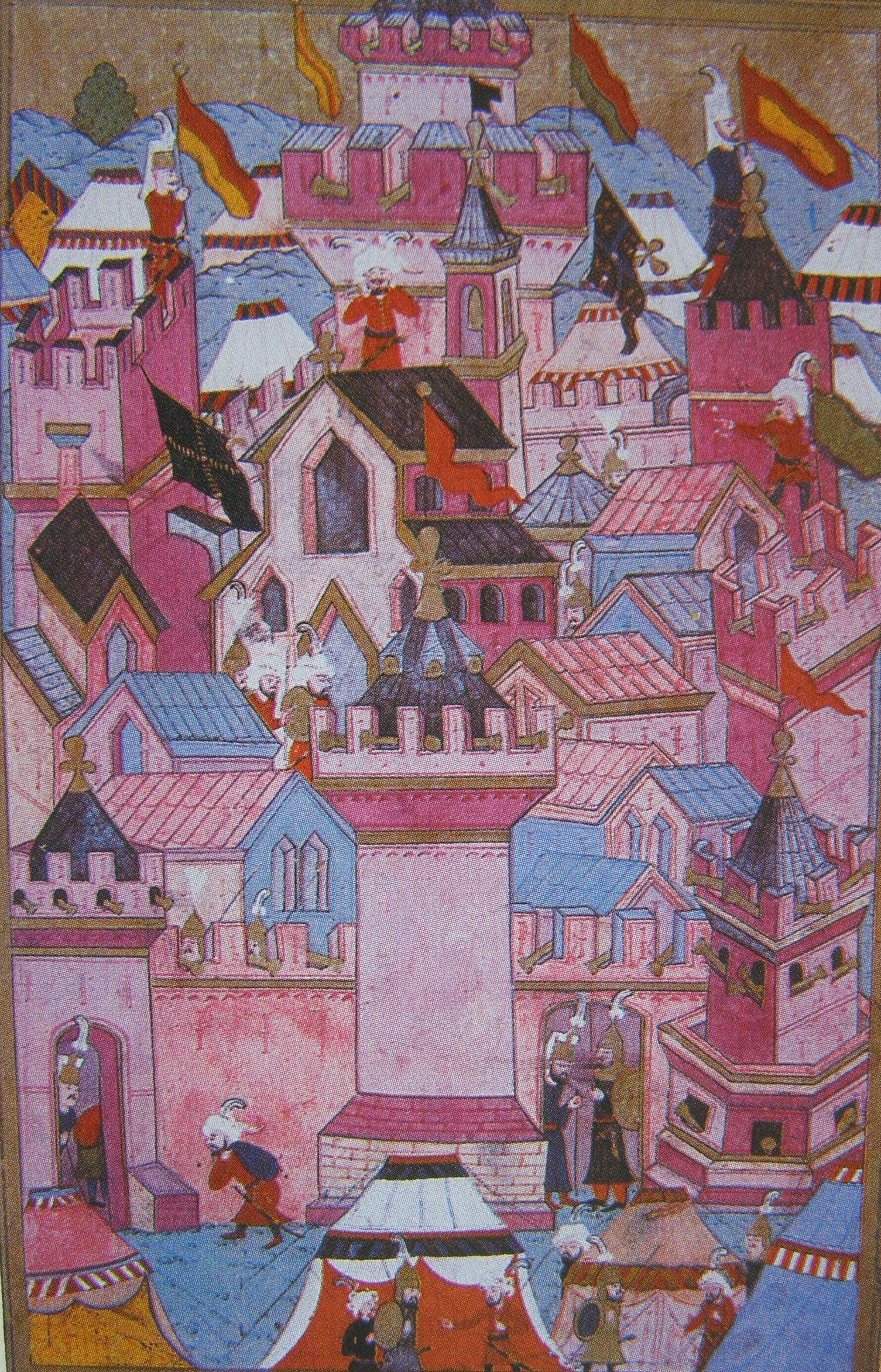
Assedio di Esztergom del 1543, miniatura ungherese.
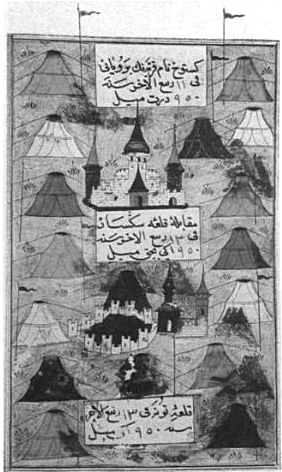
Distanze dalla fortezza di Esztergom (stampa ottomana).